# SK텔레텍
스카이텔레텍(SKY Teletech)은 팬택에 흡수 합병된 옛 대한민국의 휴대전화 단말기 제조사였다.
1995년 3월 29일에 설립되어 주로 단말기 부품을 생산해 오다가 1999년에 SK텔레콤 전용 휴대전화 브랜드인 스카이를 론칭하였다.
당초 SK텔레콤은 SK신세기통신을 합병하면서 정보통신부(현 방송통신위원회 및 과학기술정보통신부)로부터 시장 지배적 사업자 판정을 받아 합병 이행 조건으로 SK텔레텍의 생산 규모를 2005년까지 연간 120만대로 제한하였으나, 그로 인한 브랜드가 가지는 희소성과 독특한 마케팅 전략이 맞물려져 매년 판매량이 급증하며 스카이가 프리미엄 브랜드로 급부상했었다.
그러나, SK텔레텍의 생산 규모 제한 해제를 놓고 정보통신부와 갈등을 빚음에 따라, 2005년 7월 SK텔레텍은 팬택에 매각된 뒤, 사명을 스카이텔레텍(SKY Teletech)으로 변경하였다가, 같은해 12월 팬택과 완전히 합병되었다.(통합법인 팬택 공식 출범)
또한 팬택앤큐리텔 브랜드와 스카이 브랜드로 나뉘어 운영되었던 팬택의 내수 브랜드는 2009년부터 팬택 스카이로 통합되었다.
이후 SK텔레콤 전용 휴대전화 자체 생산은 2009년 출시된 SK텔레시스의 W가 대신하였으나, 이 역시 2011년 9월 14일 사업을 중단하였다.